# Leptosiaphos hylophilus
Leptosiaphos hylophilus là một loài thằn lằn trong họ Scincidae. Loài này được Laurent mô tả khoa học đầu tiên năm 1982.